# Geshe Gowo Lobsang Phende
Geshe Lharampa Gowo Lobsang Phende tibétain : གོ་བོ་བློ་བཟང་ཕན་བདེ, Wylie : go bo blo bzang phan bde,  né le 7 août 1977 à Bathang, dans le Kham au Tibet, est un homme politique tibétain.  

## Biographie
Gowo Lobsang Phende a étudié dans une école primaire locale et a ensuite rejoint le monastère de Ba Zingon pour des études bouddhistes. Il s'est enfui en exil en 1992 et a rejoint le monastère de Drepung Loseling dans le sud de l'Inde pour poursuivre ses études bouddhistes. Il a obtenu un baccalauréat en philosophie bouddhiste, une maîtrise en philosophie bouddhiste, d'un diplôme Vinaya et d'un diplôme Geshe Lharam (doctorat en philosophie bouddhiste), après ses études bouddhistes intensives pendant près de 20 ans.
Il est chargé de la construction des quartiers des moines et de la salle du monastère et est élu président du Mouvement régional pour la liberté tibétaine de Mundgod pour deux mandats. Il a également été secrétaire adjoint et membre de l'Assemblée tibétaine locale de Mundgod. Il travaille comme membre exécutif du Central Dhokham Chushi Gangdrung pendant deux mandats consécutifs, assumant de nombreuses responsabilités. Auparavant, Geshe Phende avait été élu au 16e assemblée tibétaine du Parlement tibétain en exil, au cours duquel il a participé activement à des visites officielles et aux programmes de sensibilisation en Inde et à l'étranger. Il a également participé au 7 ème Convention mondiale des parlementaires sur le Tibet qui s'est tenue en Lettonie en 2019 et d'autres conventions et campagnes. Il est membre du Comité permanent et du Comité des comptes publics. Il est actuellement membre du 17e assemblée tibétaine où il représente l'école gelugpa du bouddhisme tibétain et membre du Comité permanent.
En décembre 2021, il était un des six députés tibétains en visite à New Delhi pour participer à la relance du Forum parlementaire indien multipartite pour le Tibet.